# Villa und Landhaus Anna Zischer
Die Villa für Anna Zischer sowie das dazugehörende Landhaus stehen auf einem weitläufigen Grundstück unter der Adresse Bennostraße 29 beziehungsweise Bennostraße 27a im Stadtteil Oberlößnitz der sächsischen Stadt Radebeul. Sie wurden in den Jahren 1873/1874 durch die Lößnitz-Baumeister Gebrüder Ziller für die Eigentümerin Anna Zischer errichtet beziehungsweise grundlegend umgebaut. Das Anwesen liegt im Denkmalschutzgebiet Historische Weinberglandschaft Radebeul. Die Villa stand bereits zu DDR-Zeiten seit mindestens 1979 unter Denkmalschutz.

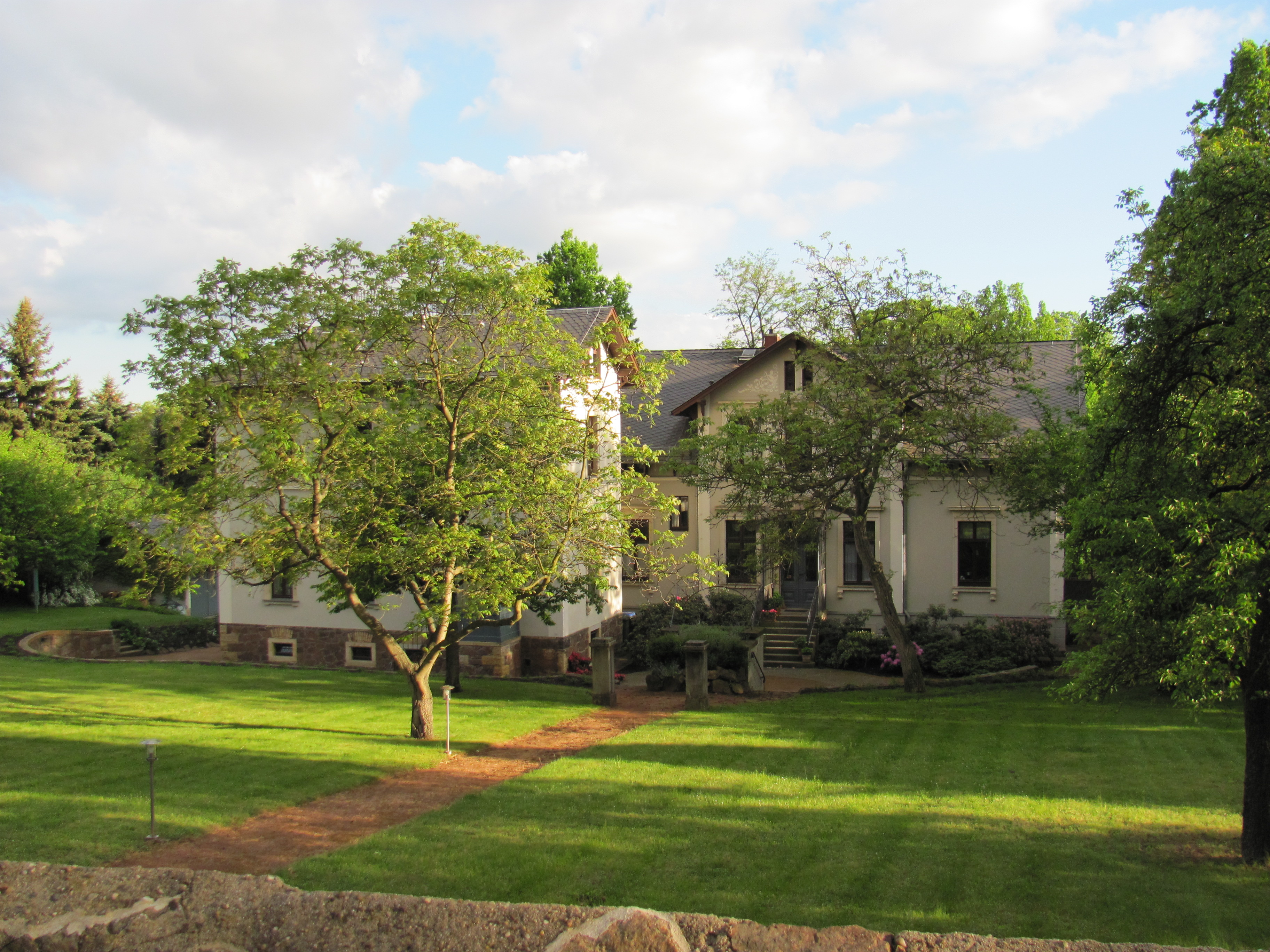
Villa Anna Zischer, von der Weinbergstraße aus

## Beschreibung

### Bennostraße 29

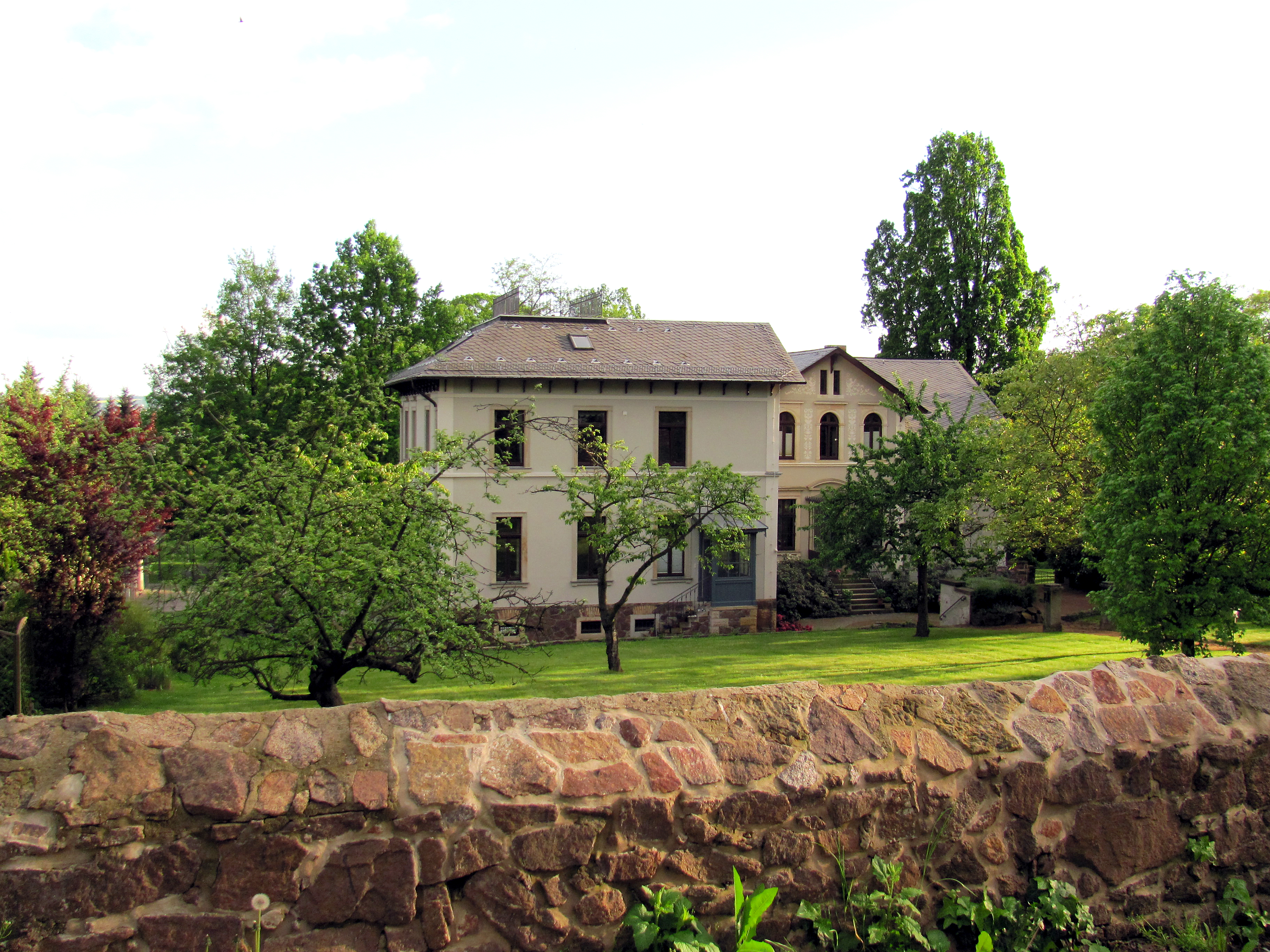
Villa Anna Zischer, von der Weinbergstraße aus

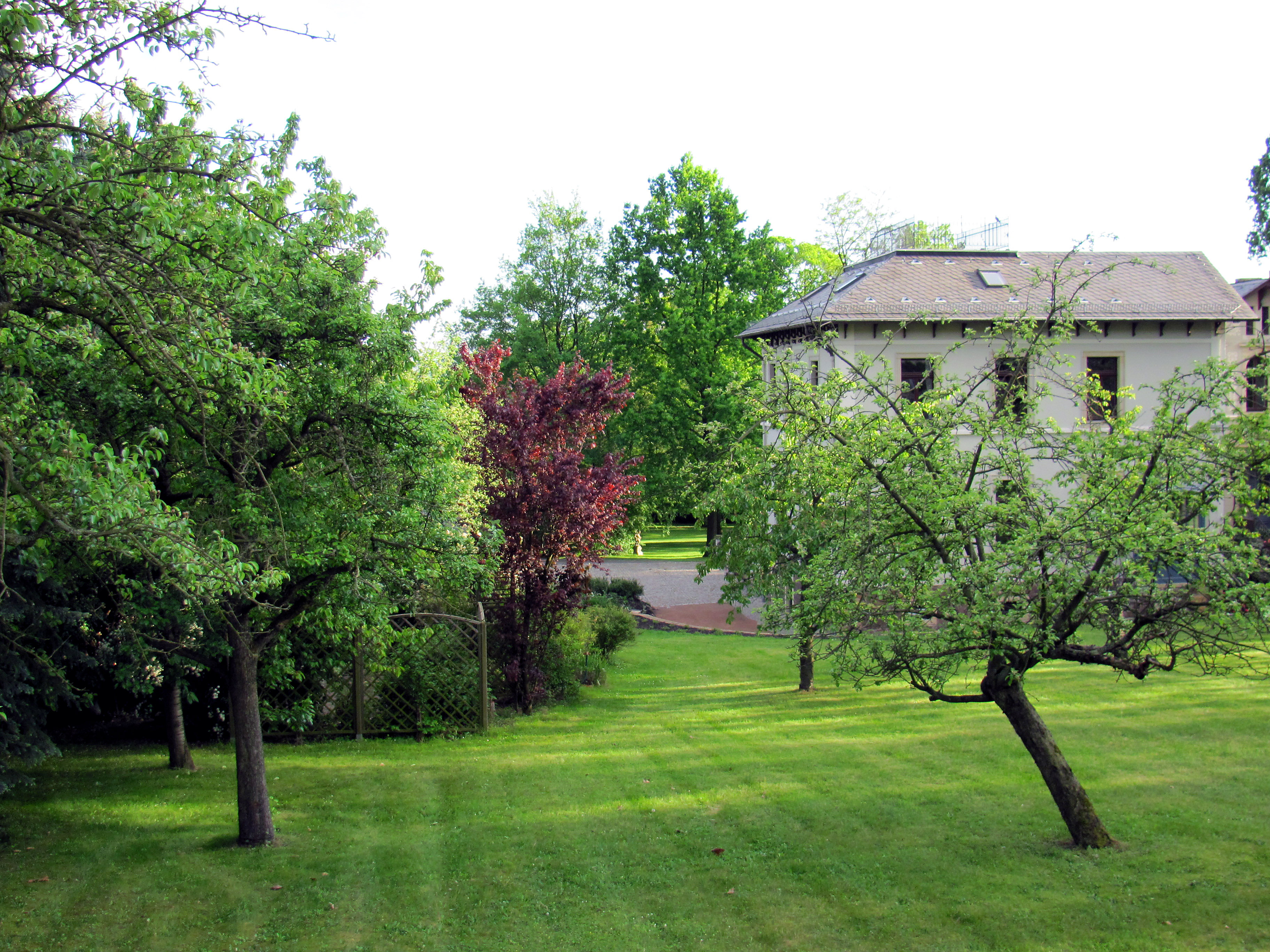
Park des Anwesens, von der Weinbergstraße aus

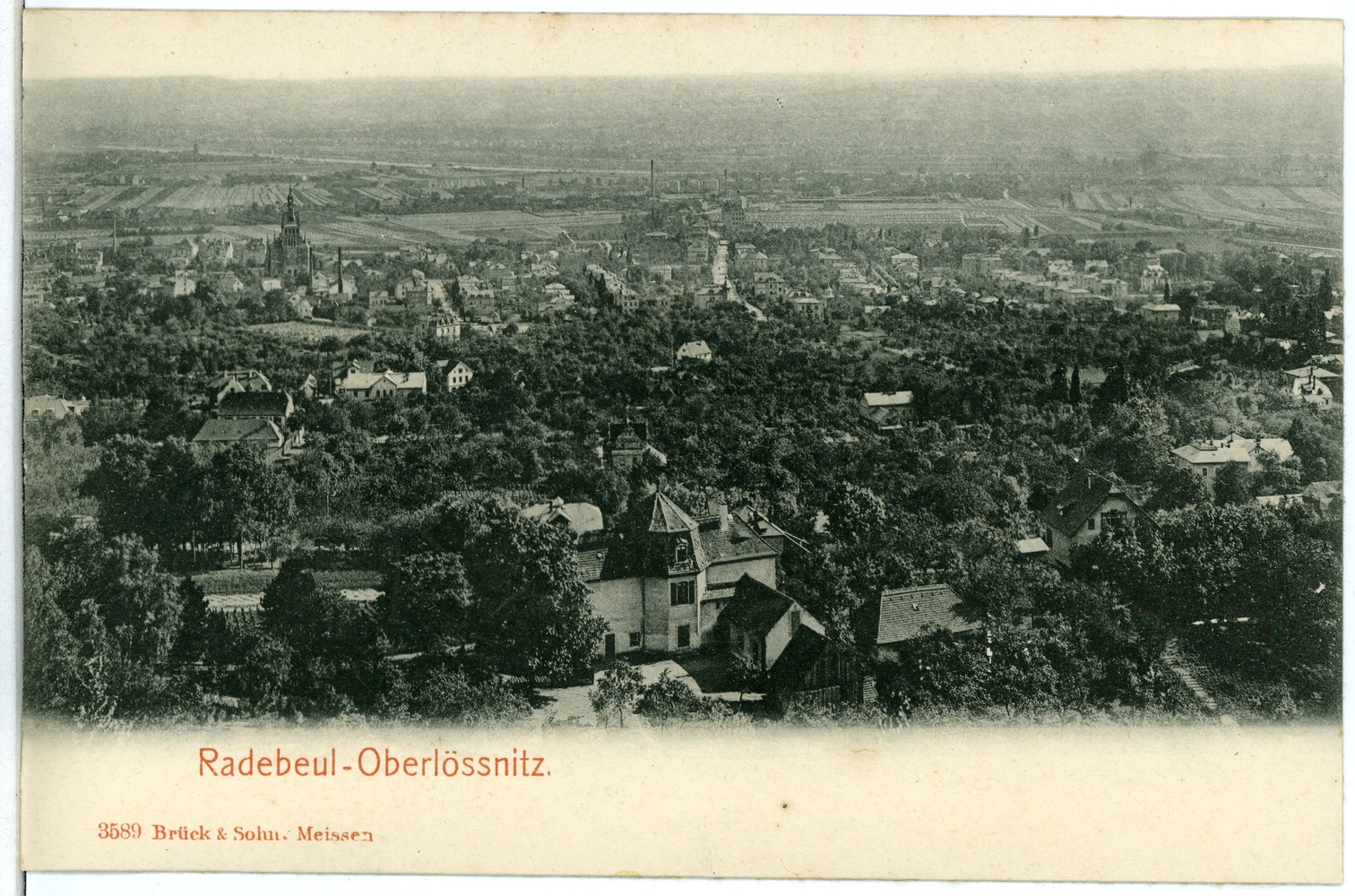
Villa Anna Zischer (rechts, 1903)

Die mit Anbau, Villengarten und Einfriedung unter Denkmalschutz stehende Villa ist aus zwei Baukörpern zusammengesetzt. Der Ursprungsbau ist ein eingeschossiges Wohngebäude in einem spätklassizistischen Landhausstil mit Anklängen an den Schweizerstil. Sie steht auf einem Souterrain nach Süden zum Garten. Über einem hohen Kniestock liegt ein flaches, weit überkragendes Satteldach, zu den Nebenansichten mit Sparrengiebeln.
In den symmetrischen Hauptansichten nach Süden und Norden stehen mittig zweigeschossige Risalite mit Sparrengiebeln. Nach Süden führt eine Freitreppe auf eine vorgelagerte Terrasse. Auf der Nordseite befindet sich vor dem Risaliten ein eiserner Eingangsvorbau. Vor der westlichen Seitenansicht steht ein Wintergarten.
In der östlichen Seitenansicht wurde der später errichtete, L-förmige Villenanbau angesetzt, in der Südansicht nach hinten versetzt. Der zweigeschossige Bau steht ebenfalls auf einem Souterraingeschoss, er hat ein flaches, abgeplattetes Satteldach, dessen Dachplattform von Gittern eingefasst wird. Im Norden steht ein hölzerner Eingangsvorbau.
Die verputzte Villa wird durch Ecklisenen sowie Fensterbankgesimse gegliedert, die Fenster werden von Gewänden aus Sandstein eingefasst, dazu Stuckornamentik. Die Giebel werden durch gemalte Grotesk-Ornamentik geschmückt.
Die große Parkanlage, die sich hauptsächlich nach Süden erstreckt, gilt als Werk der Landschafts- und Gartengestaltung.

### Bennostraße 27a
Das mit Einfriedung und Pforte unter Denkmalschutz stehende Landhaus im Schweizerstil (51° 6′ 33,7″ N, 13° 40′ 12,5″ O) entstand aus dem Umbau eines bestehenden Wohnhauses. Das traufständig zur Bennostraße gelegene Wohnhaus ist zweigeschossig mit einem flach geneigten Satteldach. In der Straßenansicht steht mittig ein überdachter Galerievorbau. Die Sparrengiebel sind durch Brettschnitzereien am Ortgang verziert. Das Gebäude ist im Erdgeschoss verputzt, das Obergeschoss ist rundum verbrettert.

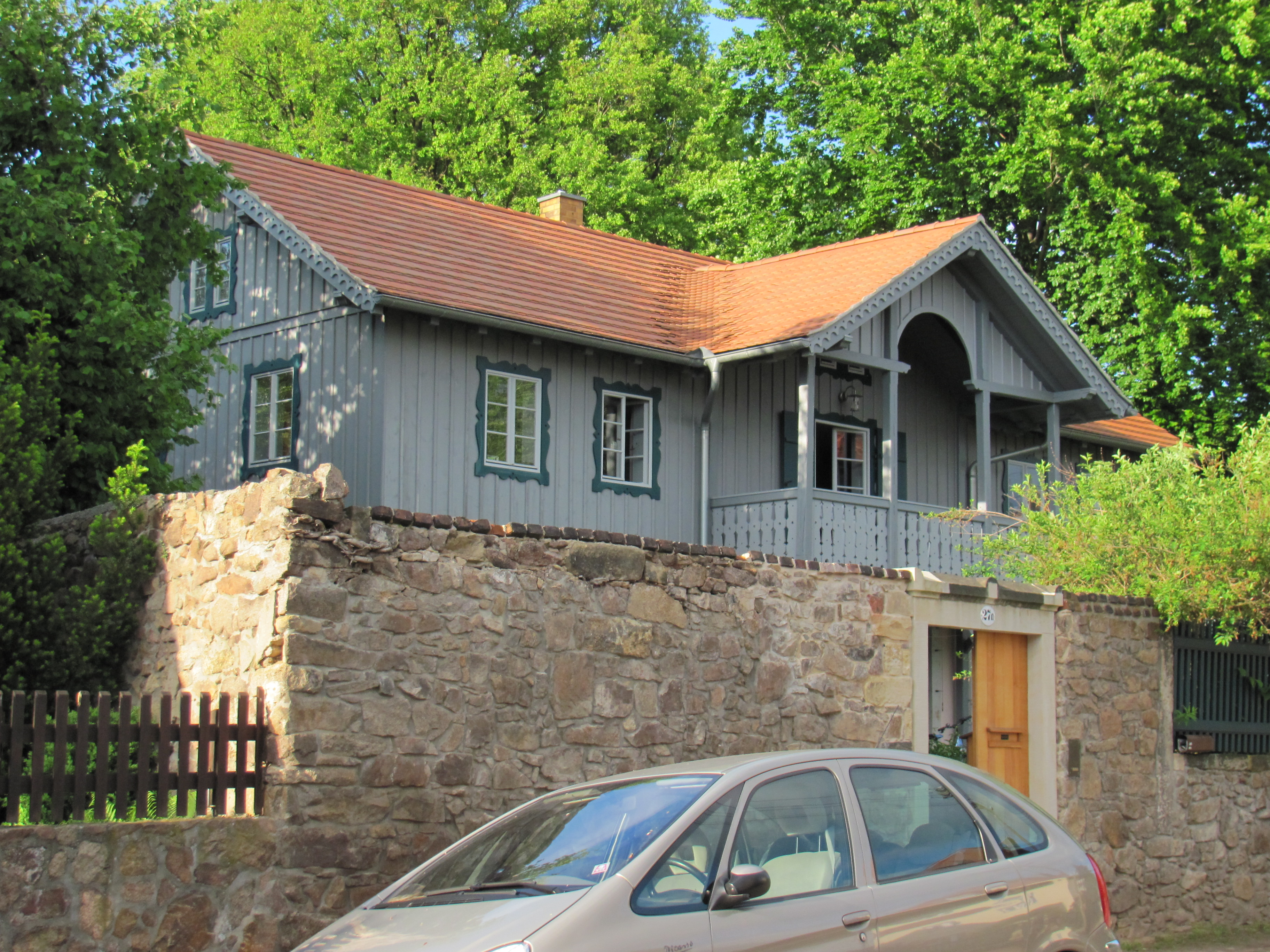
Landhaus Anna Zischer
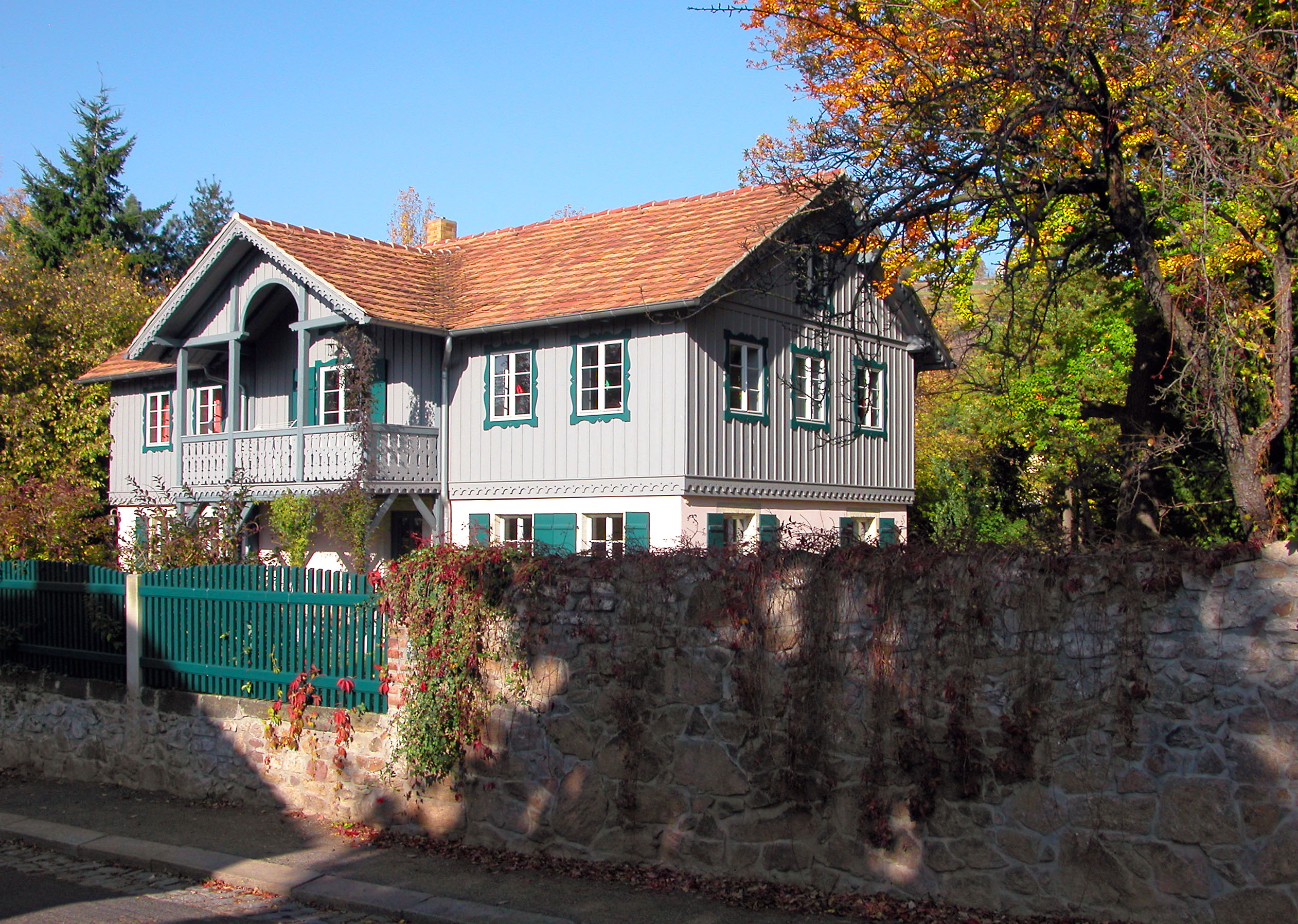
Landhaus Anna Zischer
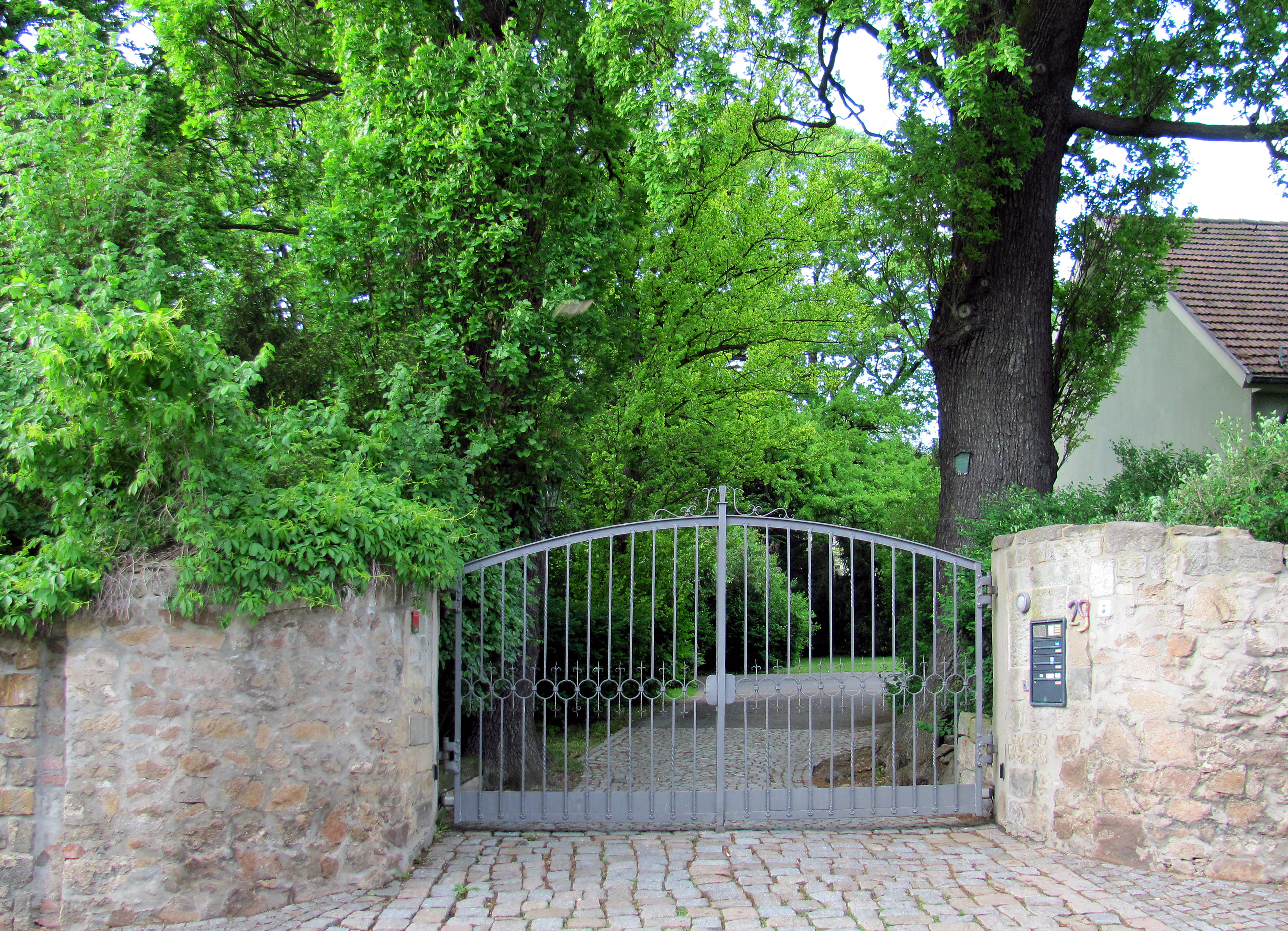
Eingang in den Park, von der Bennostraße aus

## Geschichte

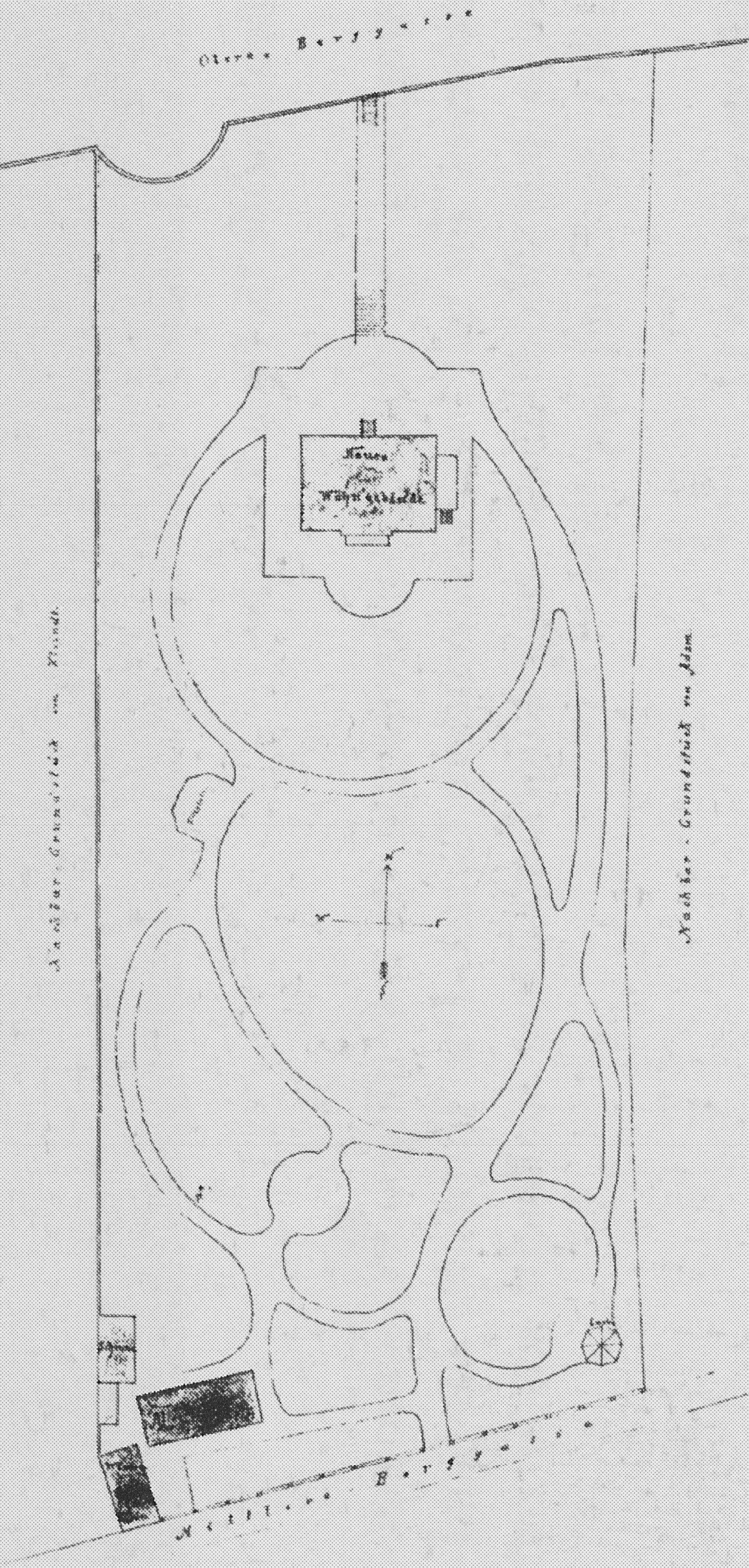
Gartenplan von 1873

Auf einem ehemaligen Weinbergsgrundstück gleich westlich des Bennoschlösschens beantragte 1873 die Eigentümerin Anna Zischer, „das alte Winzerhaus wegzureißen und das alte Wohngebäude zur Winzerwohnung umzubauen“.
Die Gebrüder Ziller bauten das ältere, bereits bestehende Wohnhaus des ehemaligen Weinguts direkt an der Bennostraße (Nr. 27a) in ein Landhaus im für sie typischen Schweizerstil um. Es ist heute eines der „markantesten Häuser im Schweizer Stil in Radebeul“.
Das alte Winzerhaus im Norden des Grundstücks nahe der Weinbergstraße ersetzten sie bis November 1874 durch einen Villenneubau (Bennostraße 29), ebenfalls mit Anklängen an den Schweizerstil. In den Jahren 1897/1898 ließ sich der Chemiker und Inhaber eines Laboratoriums Johannes Bock einen villenartigen Anbau an die eingeschossige Villa ansetzen. Dieser wurde ebenfalls durch die Gebrüder Ziller errichtet.
Die weitläufige Parkanlage mit altem Baumbestand befindet sich hauptsächlich zwischen den beiden Gebäuden, sie wird dort durch zahlreiche geschwungen verlaufende Wege erschlossen. Im Gegensatz zu diesen führt im Norden ein gerade verlaufender Zuweg direkt auf den Mittelrisaliten des Hauptgebäudes zu.
1925 war das Anwesen im Besitz von Generalmajor a. D. Hellmuth von Maltzahn.
Im Jahr 1969 errichtete die Innere Mission an der östlichen Grundstücksgrenze ein Fertighaus vom Typ Bad Saarow als Neubau für ein Altersheim. Zu jener Zeit war auch die Villa als Altersheim genutzt worden.
Die Bauherrschaft, die in den Jahren 1999/2000 die Villa denkmalgerecht sanierte, erhielt dafür im Jahr 2000 den Radebeuler Bauherrenpreis in der Kategorie Denkmalsanierung.